# 第24回ロサンゼルス映画批評家協会賞
第24回ロサンゼルス映画批評家協会賞は、ロサンゼルス映画批評家協会によって1998年の映画に贈られた映画賞である。

## 受賞
- 主演男優賞: 
  - イアン・マッケラン – 『ゴッド・アンド・モンスター』

- 主演女優賞:
  - フェルナンダ・モンテネグロ – 『セントラル・ステーション』
  - アリー・シーディ – 『ハイ・アート』

- アニメ映画賞:
  - 『バグズ・ライフ』

- 撮影賞:
  - 『プライベート・ライアン』 - ヤヌス・カミンスキー

- 監督賞:
  - スティーヴン・スピルバーグ - 『プライベート・ライアン』

- ドキュメンタリー賞: 
  - The Farm: Angola, USA

- 作品賞:
  - 『プライベート・ライアン』

- 外国映画賞:
  - 『セレブレーション』 ( デンマーク)

- 音楽賞:
  - エリオット・ゴールデンサール - 『ブッチャー・ボーイ』
  - カーター・バーウェル - 『ゴッド・アンド・モンスター』

- 美術賞:
  - 『カラー・オブ・ハート』 - ジャニーン・クローディア・オップウォール

- 脚本賞:
  - ブルワース - ウォーレン・ビーティ、ジェレミー・ピクサー、ブライアン・ヘルゲランド

- 助演男優賞: 
  - ビル・マーレイ - 『天才マックスの世界』、『ワイルドシングス』
  - ビリー・ボブ・ソーントン - 『シンプル・プラン』

- 助演女優賞:
  - ジョーン・アレン - 『カラー・オブ・ハート』